# Бидерманнсдорф
Бидерманнсдорф (нем. Biedermannsdorf) — ярмарочная коммуна (нем. Marktgemeinde) в Австрии, в федеральной земле Нижняя Австрия. 
Входит в состав округа Мёдлинг.  Население составляет 2911 человек (на 31 декабря 2005 года). Занимает площадь 8,94 км². Официальный код  —  3 17 02.

## Политическая ситуация
Бургомистр коммуны — Беатрикс Далос (АНП) по результатам выборов 2005 года.
Совет представителей коммуны (нем. Gemeinderat) состоит из 21 места.
- АНП занимает 11 мест.
- СДПА занимает 7 мест.
- АПС занимает 3 места.